# Challignac
Challignac – miejscowość i gmina we Francji, w regionie Nowa Akwitania, w departamencie Charente.
Według danych na rok 1990 gminę zamieszkiwało 327 osób, a gęstość zaludnienia wynosiła 25 osób/km² (wśród 1467 gmin regionu Poitou-Charentes Challignac plasuje się na 691. miejscu pod względem liczby ludności, natomiast pod względem powierzchni na miejscu 674.).